# Хайнрих VI Роус-Оберграйц
Хайнрих VI Роус-Оберграйц (на немски: Heinrich VI Graf Reuss zu Obergreiz; * 7 август 1649 в Грайц; † 11 октомври 1697 в Сцегедин/Сегед, Унгария) от фамилията Ройс „старата линия“ е граф на Роус-Оберграйц на 26 август 1673 г. и саксонски генерал-фелдмаршал. Той има успехи в Голямата турска война.
Той е най-големият син на граф Хайнрих I Роус-Оберграйц (1627 – 1681) и първата му съпруга бургграфиня Сибила Магдалена фон Кирхберг (1624 – 1667), дъщеря на бургграф Георг II фон Кирхберг (1569 – 1641) и Доротея Магдалена фон Ройс (1595 – 1647), дъщеря на Хайнрих II Ройс-Гера Млади/Постумус (1572 – 1635) и графиня Магдалена фон Хоенлое-Нойенщайн (1572 – 1596). Баща му се жени втори път на 21 април 1668 г. в Шлайц за графиня Сибила Юлиана фон Шварцбург-Арнщат (1646 – 1698).
Хайнрих VI Роус-Оберграйц умира на 11 октомври 1697 г. в битката при Сцегедин, Унгария на 48 години. През 1908 г. той е погребан в градската църква в Грайц, Тюрингия.
Внук му Хайнрих XI Ройс (1722 – 1800) е от 1778 г. княз на Княжество Ройс-Грайц старата линия.

## Фамилия
Хайнрих VI Роус-Оберграйц се жени на 29 юли 1674 г. във Форст за графиня Амалия Юлиана Ройс-Унтерграйц (* 4 октомври 1636, Грайц; † 25 декември 1688, Долау), вдовица на фрайхер Фердинанд II фон Биберщайн-Форст и Пфьортен (1620 – 1667), дъщеря на Хайнрих V Ройс-Унтерграйц (1602 – 1667) и вилд-и Рейнграфиня графиня Анна Мария фон Залм-Нойфвил (1606 – 1651). Те имат една дъщеря:
- Фердинанда Шарлота Ройс (* 13 юни 1675, Амстердам; † 20 юли 1723), омъжена I. на 17 юни 1697 г. в Грайц за фрайхер Франц Галус фон Рекнитц, II. на 16 октомври 1702 г. за Карл фон Нойрвал

Хайнрих VI Роус-Оберграйц се жени втори път на 3 май 1691 г. в Лайпциг за фрайин Хенриета Амалия фон Фризен (* 19 май 1668, Дрезден; † 2 август 1732, Бергишюбел), дъщеря на фрайхер Хайнрих III фон Фризен (1610 – 1680) и Мария Маргарета фон Лютцелбург (1632 – 1689). Те имат децата:
- Хайнрих I Роус-Оберграйц (* 29 декември 1693, Дрезден; † 7 септември 1714, Париж)
- Йохана Маргарета Ройс (* 18 февруари 1695, Дрезден; † 20 март 1766, Дрезден), омъжена на 9 март 1713 в Дрезден за граф Ердман II фон Рьодерн (* 1687; † 11 януари 1729)
- Хайнрих II Роус-Оберграйц (* 4 февруари 1696, Дрезден; † 17 ноември 1722, Грайц), женен на 22 октомври 1715 г. в Дрезден за графиня София Шарлота фон Ботмер (* 21 октомври 1697, Хага; † 14 септември 1748, Ербах)